# La guerra d'en Charlie Wilson
La guerra d'en Charlie Wilson (títol original en anglès Charlie Wilson's War) és una pel·lícula estatunidenca de geopolítica dirigida per Mike Nichols, estrenada el 2007. Aquesta pel·lícula sobre la guerra afgano-soviètica de 1979 i de l'operació Cicló de la CIA és una adaptació del llibre homònim de George Crile. S'ha doblat al català.

## Argument
A començaments dels anys 1980, sota la presidència de Ronald Reagan, el diputat texà Charles Wilson, membre influent del pressupost de la comissió de la Defensa americana, és conegut pels mitjans de comunicació i el públic per a la seva faceta de cràpula inveterat, gran aficionat al whisky i a les nombroses conquestes femenines... És en realitat un fervent patriota, expert en política internacional i en la guerra freda, que s'interessa particularment en la guerra afgano-soviètica de 1979 pel biaix de l'Operació Cicló.
Charlie Wilson té entre les seves relacions la multimilionària americana Joanne Herring, fervent militant anticomunista i cristiana, que posa la seva fortuna i el seu cos al servei dels interessos i ideals americans, i de la caiguda del seu principal enemic: el Bloc de l'Est. Trobant massa timorata la reacció americana a la invasió de l'Afganistan per l'armada soviètica, persuadeix Wilson de la necessitat d'un real suport armat als mujaidins i de l'oportunitat d'infligir una derrota als russos, amb menors despeses, ja que no compromet directament els Estats Units. Convençut, fa augmentar el pressupost concedit a les operacions secretes en aquesta regió de 5 milions a 1000 milions de dòlars i s'assegura els serveis de l'expert de la CIA Gust Avrakotos per portar a terme aquesta operació subterrània de l'agència.
Usant respectivament el seu poder, del seu carisma, d'informacions secretes de defensa, de diplomàcia i disposant d'un pressupost de l'ordre dels mil milions de dòlars, Charlie, Joanne i Gust aconsegueixen lligar la més improbable de les «aliances ultrasecretes» perquè Israel (el seu soci a l'Orient Mitjà) proveeixi les armes no comprometedores políticament als mujaidins, via Egipte i Pakistan. D'allà, el general president Mohammed Zia organitzarà la logística per fer-los passar la frontera, permetent als afgans colpejar l'invasor que és el seu enemic comú...

## Repartiment
- Tom Hanks: Charles Wilson
- Philip Seymour Hoffman: Gust Avrakotos
- Julia Roberts: Joanne Herring
- Amy Adams: Bonnie Bach, ajudant de Charlie
- Om Puri: Mohammed Zia
- Ned Beatty: Clarence « Doc » Long
- Emily Blunt: Jane Liddle
- Peter Gerety: Larry Liddle
- Ken Stott: Zvi
- Brian Markinson: Paul Brown
- Judy Tylor: Crystal Lee
- P.J. Byrne: Jim Van Wagenen, ajudant de Charlie
- Christopher Denham: Mike Vickers
- Shiri Appleby: Jailbait, una de les ajudants de Charlie
- Mary Bonner Baker: Marla, una de les ajudants de Charlie
- Rachel Nichols: Suzanne, una de les ajudants de Charlie
- Jim Jansen: Comité del Congrés
- John Slattery: Cravely

## Al voltant de la pel·lícula

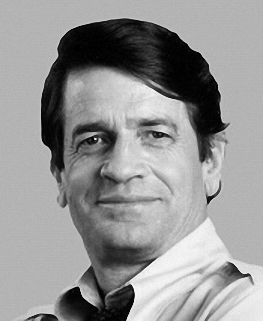
Charles Wilson, representant demòcrata texà a La Cambra dels representants dels Estats Units i membre secret molt influent de la comissió de Defensa (interpretat al film per Tom Hanks)

- Es diu que la pel·lícula és el més a prop possible de la realitat històrica. L'operació Cicló va ser un fabulós èxit indirecte pels Estats Units, que va contribuir a la debilitació del Bloc de l'Est el 1991, però és precursor de l'ascens dels talibans.[3]
- El malnom del verdader Charlie Wilson és «Good Time Charlie», a causa de la seva propensió a aprofitar constantment el bon temps (cràpula en les innombrables conquestes femenines i a la forta inclinació pel whisky).[4]
- Als crèdits de la pel·lícula, les encantadores ajudants de Charlie Wilson es reagrupen sota el títol de «Charlie's Angels», igual que el títol original de la cèlebre sèrie (i de la pel·lícula posterior.[5]
- Nombroses escenes de la pel·lícula tenen lloc al Pakistan i a l'Afganistan, però han estat en realitat rodades al Marroc.
- El director Mike Nichols, i l'actor Tom Hanks van trobar-se amb el veritable Charles Wilson per comprendre millor el personatge.
- Julia Roberts troba Mike Nichols tres anys després de  Closer .
- Encara que tenen poques escenes comunes a la pel·lícula Amy Adams trobarà un any més tard Philip Seymour Hoffman a  Doubt . Igualment per a Emily Blunt (encara que no tenen escenes comunes junts), a Sunshine Cleaning.
- Emily Blunt ha rodat les seves escenes en dos dies.